# Presidente della Repubblica Dominicana
Il Presidente della Repubblica Dominicana ( in spagnolo: Presidente de la República Dominicana) è il capo dello Stato e capo del governo della Repubblica Dominicana. Il sistema presidenziale fu istituito nel 1844, in seguito alla proclamazione della repubblica durante la guerra d'indipendenza dominicana. La sua residenza ufficiale è il Palazzo Nazionale.

## Panoramica

### Modalità di elezione e durata dell'incarico
- Essere nativo o essere cittadino della Repubblica Dominicana.
- Avere più di 30 anni.
- Durante i tre anni che precedono le elezioni, non aver ricoperto importanti incarichi militari e di polizia.
- Il mandato è della durata di quattro anni con possibilità di rielezione una sola volta.

### Autorità
Il presidente ha le seguenti caratteristiche e responsabilità:
- È strutturato sul modello del sistema presidenziale americano, ha una forte influenza sulla politica nazionale.
- Esercita il comando supremo delle forze armate
- Detiene il diritto di nominare e revocare tutti i ministri
- Il diritto di concludere trattati
- Il diritto di dichiarare lo stato di emergenza in caso di guerra civile o pandemia.
- Il diritto di concedere la grazia
- Il diritto di convocare il parlamento
- L'accoglienza dei diplomatici
- Il diritto di vietare agli stranieri l'ingresso nel Paese in caso di pubblico interesse
- Il diritto di seguire e far rispettare le leggi emanate dal legislatore.